# Reserva Extrativista Tapajós-Arapiuns
A reserva extrativista Tapajós-Arapiuns é uma unidade de conservação brasileira de uso sustentável da natureza, localizada no estado do Pará, com território distribuído pelos municípios de Aveiro e Santarém.

## Histórico
Tapajós-Arapiuns foi criada através de Decreto sem número emitido pela Presidência da República em 6 de novembro de 1998, com uma área de 674 300,75 ha.